# シャー・オブ・ケント
シャー・オブ・ケント (英語: Shire of Kent) は西オーストラリア州のグレート・サザン地域に位置するシャーであり、西オーストラリア州の地方公共団体である。州都パースの南東約320kmの地点にある。シャー・オブ・ケントの全面積は5,634km2であり、行政機関はナイアビンに置かれている。シャー・オブ・ケントの主な産業は農業で、小麦、大麦、豆類などを主に栽培している。

## 歴史
ケントロード地区の名前は1922年に行政資料へ初めて登場する。1961年7月1日、ケントは地方公共団体へと昇格し、シャーとなった。1955年から1972年までは、ナイアビン＝ピンガラップ (Nyabing-Pingrup) として知られていた。
ケントという名前は1829年に行われたトーマス・ブレイドウッド・ウィルソンの西オーストラリア州への遠征に付き従った兵站将校の名前に由来している。

## 区
2002年に組織改編が行われ、現在はシャー・オブ・ケントは4つの区に分かれており、それぞれ2議席ずつ保有している。
- ホランド・ロック区 (Holland Rock Ward)
- ミンダラビン区 (Mindarabin Ward)
- ナンパップ区 (Nampup Ward)
- ピンガーナップ区 (Pingarnup Ward)

## 地方行政区分
- ナイアビン（英語版）
- ピンガラップ（英語版）
- チノーカップ（英語版）
- クウォブラップ（英語版）
- ナウクレラップ（英語版）